# Alvin Lucier
Pour les articles homonymes, voir Lucier.
Alvin Lucier, né le 14 mai 1931 à Nashua (New Hampshire) et mort le 1er décembre 2021 à Middletown (Connecticut), est un compositeur américain.

## Biographie
Alvin Lucier a étudié à l'université Yale et à l'université Brandeis. En 1966, il crée l'ensemble de musique électronique Sonic Art Union avec ses collègues Robert Ashley, David Behrman et Gordon Mumma. Lucier a collaboré avec de nombreux autres musiciens, danseurs et artistes interdisciplinaires, notamment John Cage, Pauline Oliveros, Mary Lucier et Merce Cunningham. Ses œuvres sont régulièrement interprétées par des ensembles de musique contemporaine à travers le monde. L'influence de la musique d'Alvin Lucier est également importante parmi les compositeurs de rock et de musique électronique. Il est souvent cité comme une influence importante pour de nombreux artistes, notamment pour Sonic Youth, Pan Sonic, Alexandre Saint-Onge, Éric Létourneau et Nurse With Wound. Il fait partie des compositeurs cités dans la célèbre Nurse with Wound list.

## Œuvre

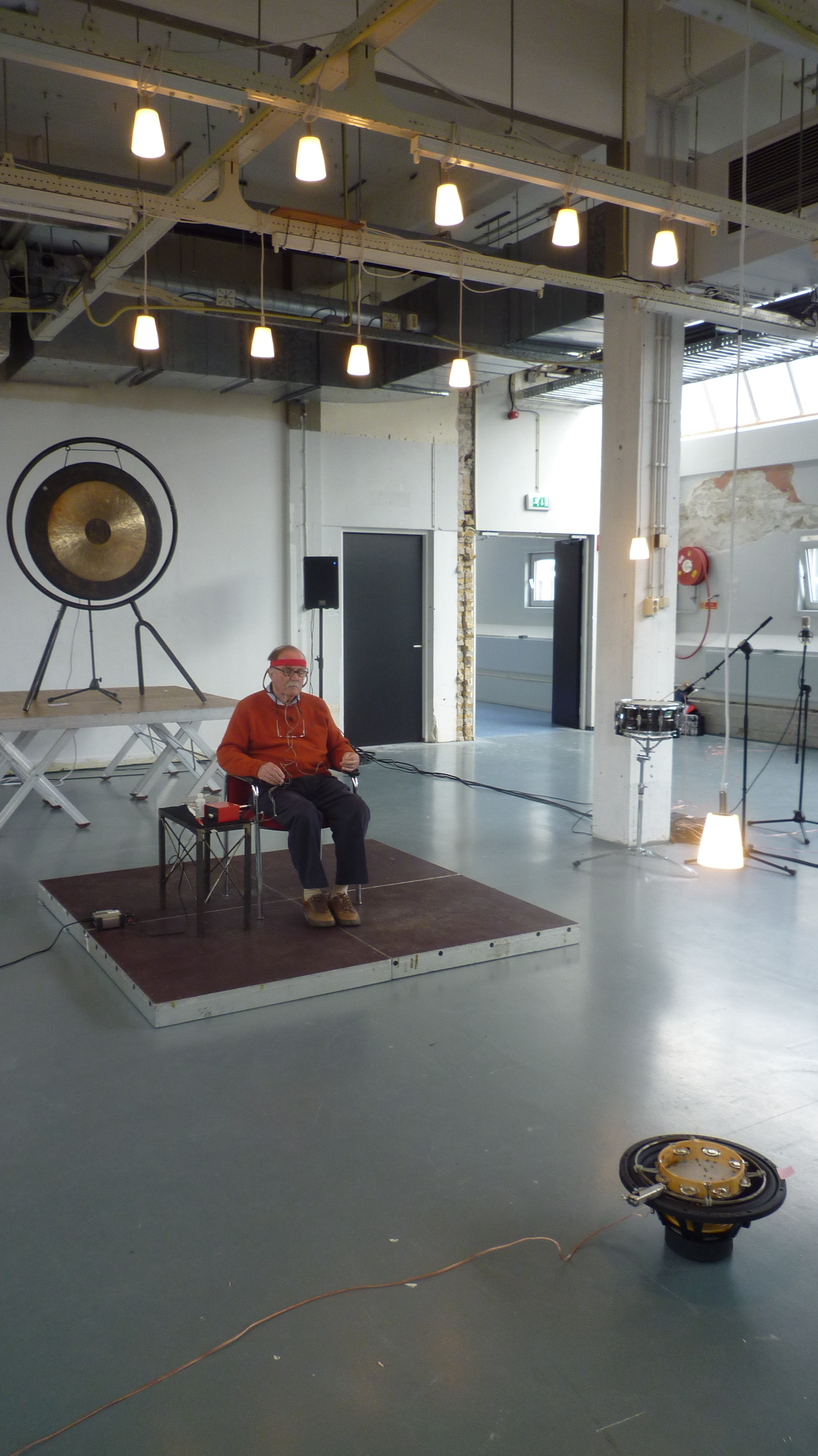
Alvin Lucier, compositeur américain (*1931) qui répète sa composition Music for Solo Performer (1965) pour ensemble de percussion joués en temps réel par l'activation de modules électromécaniques reliés au modulations des activités cérébrales de l'interprète au festival Dag in de Branding : Alvin Lucier à Den Haag, le 28 mai 2010.

Alvin Lucier est considéré comme l'un des compositeurs de musique contemporaine les plus influents de sa génération. Ses œuvres font appel à la mise en situation de phénomènes naturels liés à des principes de physique acoustique ou de psychoacoustique. Durant les années 1970, Lucier crée plusieurs compositions faisant appel à des dispositifs rarement utilisés en musique et habituellement utilisés pour la recherche scientifique. De cette manière, Lucier pousse le développement sur langage musical traditionnel tout en prônant une méthode d'écoute nouvelle pour l'auditeur, qui doit se concentrer sur l'observation de phénomènes acoustiques extrêmement subtils. Parmi ses compositions les plus célèbres on compte I Am Sitting in a Room (pour deux magnétophones enregistreurs et deux systèmes d'amplification), North American Time Capsule (pour narrateurs et système de  Vocoder), Music for a Long Thin Wire (pour cordes de piano tendues qui oscillent de manière sympathique par l'induction d'ondes sinusoïdales), Vespers (pour modules d'écholocation) et Music for a Solo Performer (pour ensemble de percussion joués en temps réel par l'activation de modules électromécaniques reliés au modulations des activités cérébrales de l'interprète). Depuis les années 1980, les œuvres de Lucier se construisent souvent autour de principes liés à la microtonalité et font interagir en direct les phénomènes créés par les interférences entre des instrumentistes acoustiques et des oscillateurs électroniques.

## Discographie
La discographie d'Alvin Lucier comporte une vingtaine de titres dont la plupart sont parus chez Lovely Music à New York.

## Publications
- Reflections: Interviews, Scores, Writings (Cologne : MusikTexte, 1995).
- Origins of a Form: Acoustic Exploration, Science, and Incessancy, Leonardo Music Journal 8 (1998) : 5–11.

## Films
- 1976 - (en-US) Music With Roots in the Aether: Opera for Television. Tape 3: Alvin Lucier, produit et dirigé par Robert Ashley, New York, Lovely Music
- 2012 - (en) No Ideas but in Things, de Hauke Harder et Viola Rusche, 97 min.